# Xylotrechus trinotatus
Xylotrechus trinotatus är en skalbaggsart som beskrevs av Maurice Pic 1925. Xylotrechus trinotatus ingår i släktet Xylotrechus och familjen långhorningar. Inga underarter finns listade i Catalogue of Life.